# George McCulloch
George McCulloch (* 22. Februar 1792 in Maysville, Kentucky; † 6. April 1861 in Port Royal, Pennsylvania) war ein US-amerikanischer Politiker. Von 1839 bis 1841 vertrat er den Bundesstaat Pennsylvania im US-Repräsentantenhaus.

## Werdegang
Nach dem frühen Tod seiner Eltern wuchs George McCulloch bei entfernten Verwandten im Cumberland County in Pennsylvania auf. Später wurde er in der Eisenindustrie im Centre County tätig. Zwischen 1836 und 1850 war er Miteigentümer der Eisenwerke Hannah Furnace. Gleichzeitig schlug er als Mitglied der Demokratischen Partei eine politische Laufbahn ein. In den Jahren 1835 und 1836 saß er im Senat von Pennsylvania.
Nach dem Tod des Kongressabgeordneten William Wilson Potter wurde McCulloch bei der fälligen Nachwahl als dessen Nachfolger in das US-Repräsentantenhaus in Washington, D.C. gewählt, wo er am 20. November 1839 sein neues Mandat antrat. Da er im Jahr 1840 nicht bestätigt wurde, konnte er bis zum 3. März 1841 nur die laufende Legislaturperiode im Kongress beenden. Nach seiner Zeit im US-Repräsentantenhaus zog sich George McCulloch in den Ruhestand zurück, den er in Lewistown verbrachte. Er starb am 6. April 1861 in Port Royal.